# Seedy Keita
Seedy K. M. Keita (* 16. November 1970) ist ein gambischer Politiker. Seit Mai 2022 ist er Minister für Finanzen und Wirtschaft.

## Werdegang
Nach seinem Schulabschluss studierte Keita an verschiedenen Institutionen in Großbritannien Buchhaltung. 2022 erlangte er den MBA an der Edinburgh Business School der Heriot-Watt University in Edinburgh, Schottland.
Keita war ab 1990 bei verschiedenen Behörden Gambias in der Buchhaltung tätig. Von 1996 bis 1997 war er Chefbuchhalter der Gambia Civil Aviation Authority. Nach einer Tätigkeit als Finanzkontrolleur bei einem von der Weltbank geförderten Gesundheitsprojekt 1998 bis 1999 war er ab Juli 1999 bei der Islamic Corporation for the Development of the Private Sector (ICD) in Saudi-Arabien beschäftigt, zuletzt von 2006 bis März 2010 als Division Chief Finance & Treasury Division. Nach einer einjährigen Tätigkeit beim Internationalen Fonds für landwirtschaftliche Entwicklung in Rom kehrte er im April 2011 als Direktor der Finanzabteilung zur ICD zurück. Dort war er bis April 2020 tätig.
Mit Wirkung zum 2. November 2020 wurde er von Gambias Präsident Adama Barrow zum Minister für Handel, Regionale Integration und Beschäftigung ernannt. Er trat die Nachfolge von Bakary Jammeh an, der erst am 1. Oktober von Barrow zum Minister ernannt worden war, die Ernennung jedoch zurückwies.
Nach der Wiederwahl ernannte Präsident Barrow ihn am 4. Mai 2022 zum Minister für Finanzen und Wirtschaft. Zugleich übertrug er ihm bis zur Ernennung eines Nachfolgers kommissarisch die weitere Leitung des Handelsministeriums. Diese Aufgabe hatte er bis zum 13. Oktober 2022 inne, als Baboucarr Ousmaila Joof zum Handelsminister ernannt wurde.